# Gian Paolo Gobbo
Gian Paolo Gobbo (ur. 1 kwietnia 1949 w Treviso) – włoski polityk, eurodeputowany, burmistrz Treviso.

## Życiorys
Ukończył szkołę średnią. Pod koniec lat 70. brał udział w zakładaniu Ligi Weneckiej, regionalnego, autonomistycznego ugrupowania. W 1994 został krajowym przewodniczącym, a w 1998 sekretarzem generalnym tej partii. Współtworzył federacyjną Ligę Północną, stając się jednym z jej liderów. Od 1990 do 2000 zasiadał w radzie regionalnej Wenecji Euganejskiej, w latach 1994–1995 był wiceprzewodniczącym władz wykonawczych tego regionu.
W lipcu 1999 został posłem do Parlamentu Europejskiego. Przez całą kadencję pozostawał niezrzeszonym, pracował m.in. w Komisji Przemysłu, Handlu Zewnętrznego, Badań Naukowych i Energii.
W 2003 został wybrany na urząd burmistrza Treviso. Rok później nie odnowił mandatu eurodeputowanego, objął go jednak w listopadzie 2006 w miejsce Matteo Salviniego. Wszedł w skład grupy Unii na rzecz Europy Narodów oraz Komisji Transportu i Turystyki. Z PE odszedł w czerwcu 2008 w związku z reelekcją w wyborach na stanowisko burmistrza, które zajmował do 2013.
W 2010 wraz z innymi działaczami Ligi Północnej otrzymał zarzuty organizowania zbrojnych grup w latach 1996–1997 w związku z działaniami na rzecz secesji Padanii.